# Rue de l'Abondance (Saint-Josse-ten-Noode)
Pour les articles homonymes, voir Rue de l'Abondance.
La rue de l'Abondance (en néerlandais : Overvloedstraat) est une rue bruxelloise de la commune de Saint-Josse-ten-Noode qui va de la chaussée de Haecht à la rue Josaphat. Jusqu'en 1851, elle s'appelait rue de l'Arbre.
La numérotation des habitations va de 1 à 31 pour le côté impair et de 2 à 66 pour le côté pair.
Le peintre Théodore Schaepkens y demeure avec son frère Arnaud, au no 22 de 1848 à sa mort en 1883.